# Martin Knudsen
Martin Knudsen (Bergen, 4 gennaio 1978) è un ex calciatore norvegese, di ruolo centrocampista.

## Caratteristiche tecniche
Esterno di centrocampo, benché venisse schierato prevalentemente sulla fascia destra ha avuto l'opportunità anche di giocare sulla sinistra. All'occorrenza, è stato utilizzato anche da terzino, su ambo le fasce.

## Carriera

### Club
A livello giovanile, Knudsen ha giocato per il Midtbygdens e per il Fyllingen. Passato poi al Viking, ha debuttato in Eliteserien in data 13 aprile 1997, schierato titolare nel pareggio per 2-2 contro il Sogndal. Il 12 settembre 1999 ha realizzato la prima rete nella massima divisione locale, in occasione del successo per 3-4 maturato sul campo del Molde. È rimasto in forza al Viking per un triennio.
Nel 2000, Knudsen è passato al Brann a parametro zero. Ha esordito in squadra il 9 aprile, sostituendo Sergei Terehhov nella vittoria per 4-1 sulla sua ex squadra del Viking. Il 4 maggio dello stesso anno ha segnato nel 2-0 inflitto al Tromsø.
Il 5 dicembre 2006, Knudsen si è trasferito al Tromsø: l'accordo sarebbe stato ratificato il 1º gennaio 2017, alla riapertura del calciomercato locale. Il primo match in squadra è datato 29 aprile 2007, scendendo in campo in luogo di Joel Lindpere nella sconfitta per 2-1 sul campo del Sandefjord. Ha siglato la prima marcatura nel successo per 2-1 sul Lillestrøm.
Ha lasciato la squadra alla fine del campionato 2009, con la volontà di riavvicinarsi a casa. Ha firmato così per lo Staal, in 3. divisjon. Nel 2012, è stato in forza al Varegg. Nel 2013 è tornato nuovamente allo Staal. Dopo aver militato nuovamente nelle file del Varegg nel 2014, si è accordato con il Nordnes nel 2015. Sempre nel 2015, ha giocato per lo Djerv.

### Nazionale
Knudsen ha giocato 6 partite per la Norvegia under 21. Debuttò il 21 aprile 1998, nella vittoria per 3-0 sulla Danimarca.

## Statistiche

### Presenze e reti nei club
| Stagione       | Club          | Campionato    | Campionato | Campionato | Coppe nazionali | Coppe nazionali | Coppe nazionali | Coppe continentali | Coppe continentali | Coppe continentali | Supercoppe | Supercoppe | Supercoppe | Totale | Totale |
| Stagione       | Club          | Comp          | Pres       | Reti       | Comp            | Pres            | Reti            | Comp               | Pres               | Reti               | Comp       | Pres       | Reti       | Pres   | Reti   |
| -------------- | ------------- | ------------- | ---------- | ---------- | --------------- | --------------- | --------------- | ------------------ | ------------------ | ------------------ | ---------- | ---------- | ---------- | ------ | ------ |
| 1997           | Viking        | ES            | 22         | 0          | CN              | ?               | ?               | -                  | -                  | -                  | -          | -          | -          | 22+    | 0+     |
| 1998           | Viking        | ES            | 26         | 0          | CN              | ?               | ?               | -                  | -                  | -                  | -          | -          | -          | 26+    | 0+     |
| 1999           | Viking        | ES            | 18         | 1          | CN              | 2               | 0               | -                  | -                  | -                  | -          | -          | -          | 20     | 1      |
| Totale Viking  | Totale Viking | Totale Viking | 66         | 1          |                 | 2+              | 0+              |                    | ?                  | ?                  |            | -          | -          | 68+    | 1+     |
| 2000           | Brann         | ES            | 17         | 1          | CN              | ?               | ?               | CU                 | 0                  | 0                  | -          | -          | -          | 17     | 1      |
| 2001           | Brann         | ES            | 7          | 0          | CN              | 2               | 0               | UCL                | 1                  | 0                  | -          | -          | -          | 10     | 0      |
| 2002           | Brann         | ES            | 24+2       | 1+0        | CN              | 4               | 0               | -                  | -                  | -                  | -          | -          | -          | 28     | 1      |
| 2003           | Brann         | ES            | 22         | 3          | CN              | 3               | 0               | -                  | -                  | -                  | -          | -          | -          | 25     | 3      |
| 2004           | Brann         | ES            | 18         | 0          | CN              | 4               | 2               | -                  | -                  | -                  | -          | -          | -          | 22     | 2      |
| 2005           | Brann         | ES            | 20         | 2          | CN              | 5               | 0               | CU                 | 3                  | 0                  | -          | -          | -          | 28     | 2      |
| 2006           | Brann         | ES            | 21         | 0          | CN              | 2               | 0               | -                  | -                  | -                  | -          | -          | -          | 23     | 0      |
| Totale Brann   | Totale Brann  | Totale Brann  | 129+2      | 7+0        |                 | 20+             | 2+              |                    | 4                  | 0                  |            | -          | -          | 155+   | 9+     |
| 2007           | Tromsø        | ES            | 18         | 1          | CN              | 3               | 0               | -                  | -                  | -                  | -          | -          | -          | 21     | 1      |
| 2008           | Tromsø        | ES            | 13         | 0          | CN              | 2               | 0               | -                  | -                  | -                  | -          | -          | -          | 15     | 0      |
| 2009           | Tromsø        | ES            | 20         | 0          | CN              | 4               | 0               | UEL                | 5                  | 0                  | -          | -          | -          | 29     | 0      |
| Totale Tromsø  | Totale Tromsø | Totale Tromsø | 51         | 1          |                 | 9               | 0               |                    | 5                  | 0                  |            | -          | -          | 65     | 1      |
| 2010           | Staal         | 3D            | ?          | ?          | CN              | ?               | ?               | -                  | -                  | -                  | -          | -          | -          | ?      | ?      |
| 2011           | Staal         | 3D            | ?          | ?          | CN              | ?               | ?               | -                  | -                  | -                  | -          | -          | -          | ?      | ?      |
| 2012           | Varegg        | 3D            | 16         | 1          | CN              | ?               | ?               | -                  | -                  | -                  | -          | -          | -          | 16+    | 1+     |
| 2013           | Staal         | 3D            | ?          | ?          | CN              | ?               | ?               | -                  | -                  | -                  | -          | -          | -          | ?      | ?      |
| Totale Staal   | Totale Staal  | Totale Staal  | ?          | ?          |                 | ?               | ?               |                    | -                  | -                  |            | -          | -          | ?      | ?      |
| 2014           | Varegg        | 3D            | 10         | 0          | CN              | ?               | ?               | -                  | -                  | -                  | -          | -          | -          | 10+    | 0+     |
| Totale Varegg  | Totale Varegg | Totale Varegg | 26         | 1          |                 | ?               | ?               |                    | -                  | -                  |            | -          | -          | 26+    | 1+     |
| gen.-ago. 2015 | Nordnes       | 5D            | ?          | ?          | -               | -               | -               | -                  | -                  | -                  | -          | -          | -          | ?      | ?      |
| ago.-dic. 2015 | Djerv         | 4D            | ?          | ?          | -               | -               | -               | -                  | -                  | -                  | -          | -          | -          | ?      | ?      |
| Totale         | Totale        | Totale        | 93         | 0          |                 | 11              | 0               |                    | 9                  | 1                  |            | -          | -          | 113    | 1      |